# Xystochroma bouvieri
Xystochroma bouvieri là một loài bọ cánh cứng trong họ Cerambycidae.